# تمیرگویه
تمیرگویه (به لاتین: Temirgoye) یک منطقهٔ مسکونی در روسیه است که در شهرستان کومترکالینسکی واقع شده‌است. و در 33 کیلومتری شمال غربی مخاچ‌قلعه واقع شده است.